# Патріарший собор Воскресіння Христового
Патріа́рший собо́р Воскресі́ння Христо́вого УГКЦ — головний собор і осередок Української греко-католицької церкви. Розташований в Києві на лівому березі Дніпра на історичному Задніпров‘ї навпроти Святих Гір і Печер Київських за адресою: вул. Микільсько-Слобідська, 5 (найближча станція метро —  «Лівобережна»). Площа — 1,72 га. Патріа́рший собо́р Воскресі́ння Христо́вого УГКЦ є важливим об'єднавчим чинником для унійних християн-українців з усього світу, одним з символів їхнього києвоцентризму, як і києвоцентризму українського народу як такого. 
Образне вирішення в сучасному стилі вирізняє храм серед української сакральної архітектурної традиції та ставить його у ряд унікальних споруд України. 
Патріарший собор Воскресіння Христового на лівому березі Дніпра в Києві є продовженням великих зусиль багатьох поколінь українців і одним з проявів духовного відродження Української греко-католицької церкви.
Відкритий 27 березня 2011 року інтронізацією Святослава Шевчука, який був обраний Верховним архієпископом Української греко-католицької церкви. Освячений 18 серпня 2013 року.
В ніч на 25 листопада 2023 року собор був частково пошкоджений в результаті масованої атаки російських окупантів дронами-камікадзе на Київ.

## Історія будівництво та перші богослужіння
Історія храму почалася ще з часів, коли Українська греко-католицька церква почала виходити з підпілля та відновлювати свої сили. Перед Великоднем 1991 року Блаженніший Мирослав Любачівський повернувся в Україну, до Львова, і почав працювати над тим, щоб відродити занедбані у радянській період парафії та зібрати розпорошені громади.

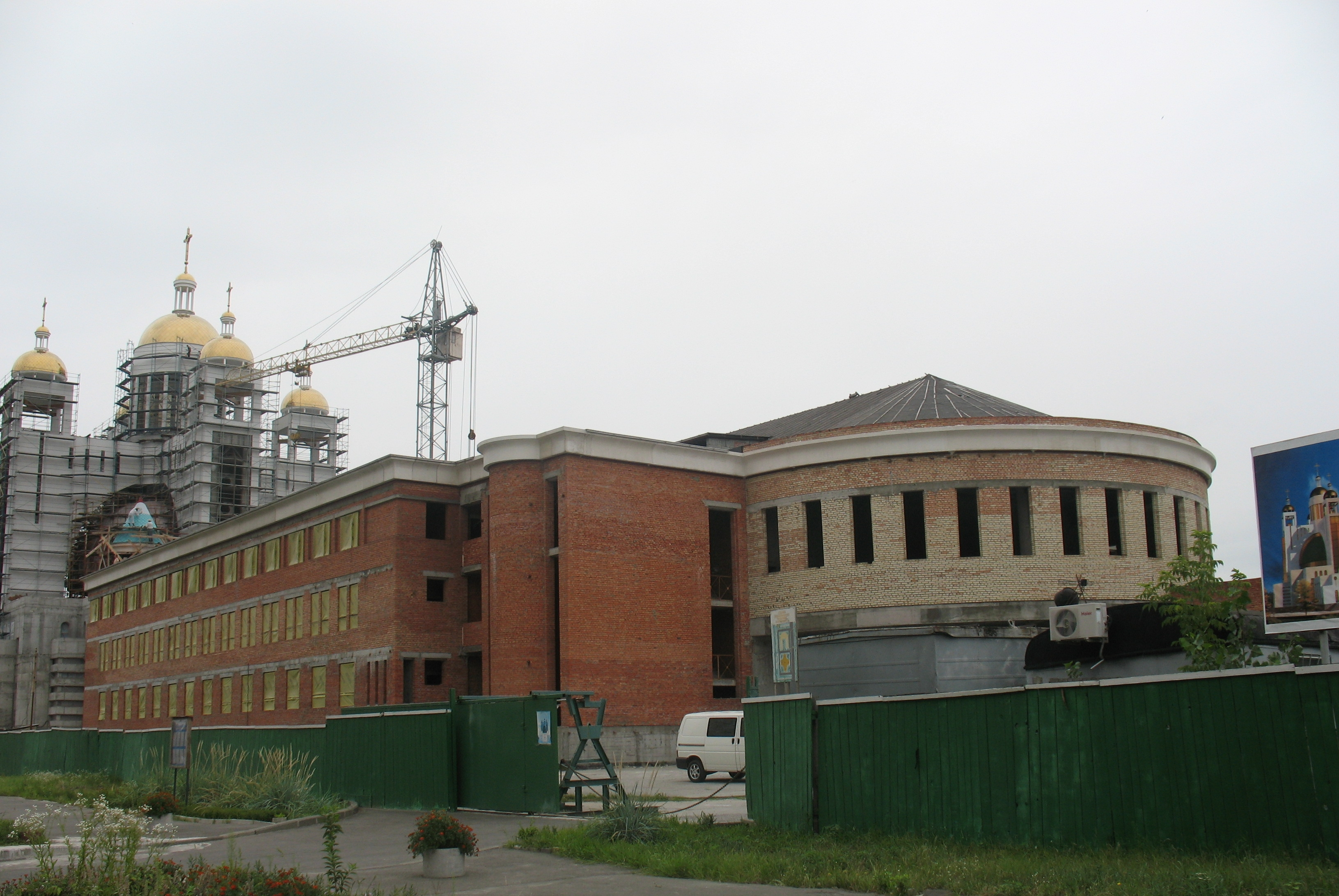
Будівництво собору, 2009

Проєкт собору архітектора Миколи Левчука здобув першу премію на Всеукраїнському огляді-конкурсі Національної спілки архітекторів України на найкращий архітектурний твір останніх трьох років у номінації «Проекти 2000 р.»27 жовтня 2002 р. о 13 год. відбулося освячення наріжного каменя майбутнього собору за участю Любомира Гузара, єпископів УГКЦ. Будівництво комплексу розпочалося 9 вересня 2002 року. До червня 2003 року вибудовано цокольний (нульовий) поверх Патріаршого Собору і розпочато зведення адміністративного будинку. До кінця 2004 р. зведено стіни: спочатку до відмітки 13,2 м, а згодом до пілонної (рівень центрального склепіння храму) частини собору.
10 жовтня 2004 р. освячено та встановлено п'ять хрестів Собору. В освяченні взяли участь усі єпископи УГКЦ з чотирьох континентів світу. В той день підняли та встановили найбільший хрест на центральному куполі.
Наприкінці 2005 року розпочали монтування металевого каркаса центрального склепіння храму. Цю металоконструкцію, яка в діаметрі має 20 м, на будмайданчик перевозили частинами. Його піднімали сегментами (всього чотири) і вже потім з'єднували. Роботу завершили тільки на початку літа 2006 року.
Перше Богослужіння в храмі відправили 19 січня 2006 року на свято Богоявлення Господнього в підвальній частині собору.
17 червня 2009 року в соборі відбулася перша за роки незалежності єпископська хіротонія в УГКЦ.
Патріарший собор будувався впродовж 12 років. Спорудити його можна було б набагато швидше, однак церковне керівництво категорично відмовилося від підтримки великого бізнесу та можновладців. З цього приводу тодішній глава Української греко-католицької Церкви Любомир (Гузар) висловився так:
«Ми маємо таку позицію, що не хочемо приймати пожертв від офіційних органів. Бо це завжди тягне за собою певну, так би мовити, „вдячність“. Ми хочемо бути Церквою свобідною, щоби пожертви не перешкодили нам сказати правду, коли її треба сказати». 
Єпископи УГКЦ всю надію поклали на вірян: оголосили збір коштів, аби кожен греко-католик, як в Україні, так і в діаспорі, мав можливість долучитися до процесу побудови собору і відчув свою причетність до розвитку Церкви. Священнослужителі УГКЦ разом із активними мирянами почали організовувати різноманітні акції, благодійні концерти. А восени 2007 року провели збір пожертв через поширення так званих «цеглинок». Придбавши таку цеглинку номіналом 10, 50, 100, 500 та 1000 грн, жертводавець вносив свій посильний вклад у спільну справу. Такі «цеглинки» греко-католики могли придбати не лише в Україні, а й у Польщі, Німеччині, США, Канаді, Аргентині та інших державах світу, де живуть українські греко-католики. На момент освячення собору було придбано 119 662 «цеглинок» на суму 9 695 325 грн.

### Конструктивні характеристики
- Висота — 60 м;
- Площа — 3206,1 м²;
- Місткість — 1500 чол;
- Будівельний об'єм — 37 200 м³;

## Оздоблення
Оздоблення внутрішнього простору храму — яскраво білий колір стін, підлоги, вівтарних споруд (престолу, жертовника, архиєрейського трону), що символічно відтворює світло найважливішої євангельської події, якій і присвячений храм — Воскресіння Христового. Купол собору побудований без опорних споруд.

## Освячення собору
Освятив собор 18 серпня 2013 року, з нагоди 1025-річчя Хрещення України-Русі Глава УГКЦ Блаженніший Святослав (Шевчук). На прощу з нагоди освячення собору прибули понад 20 000 прочан (за іншими даними від 30 до 50 000) та понад 700 священників.
У престол новозбудованого храму Блаженніший Святослав уклав мощі святих апостолів Петра і Павла та Андрія Первозваного, Папи Климента та Мартина, які загинули на українських землях, святого священномученика Йосафата Кунцевича, блаженних священномучеників XX століття Миколая Чарнецького та Йосафата Коциловського.
Разом із членами Синоду, Папським нунцієм Едвардом Томасом Ґаліксоном, кардиналом Аюдрісом Юзасом Бачкісом — Папським посланцем та римо-католицькими владиками глава УГКЦ відправив Службу Божу.

## Патріарший центр
Патріарший Собор разом із адміністративним будинком утворюють Патріарший центр УГКЦ. Розміщується за адресою: вул. Микільсько-Слобідська, 5 (станція метро «Лівобережна»), площею 1,72 га.

### Перенесення Патріаршого престолу Церкви до Києва
21 серпня 2005 року перенесено Патріарший престіл Церкви зі Львова до Києва, де й містився осідок Глави УГКЦ до примусового вигнання греко-католиків Катериною ІІ. На урочистих заходах взяли участь близько 3 000 вірних УГКЦ і також представники Української православної церкви Київського Патріархату, Української автокефальної православної церкви.
27 березня 2011 року Собор був відкритий церемонією інтронізації Верховного архієпископа Святослава (Шевчука). В церемонії брали участь 60 ієрархів УГКЦ та інших Східних католицьких Церков, представники Святого Престолу, Європейської Єпископської Конференції, ієрархи Римо-католицької церкви в Україні та православних Церков Київської традиції, члени Всеукраїнської ради Церков і релігійних організацій.
5 червня 2017 року в День святого Духа у крипті Патріаршого собору Воскресіння Христового УГКЦ в місті Києві упокоїлося тіло глави Української греко-католицької церкви у 2001—2011 рр. Верховного Архієпископа Києво-Галицького (2005—2011 рр.) Любомира Гузара. Похорон відбувся за великого скупчення людей, за участі найповажніших архиєреїв УГКЦ, представників інших конфесій, дипломатичного корпусу.

## Богослужіння
Богослужіння у Патріаршому соборі здійснюються щодня. Недільна Божественна літургія об 11:00 транслюється через Живе телебачення.

## Відомі клірики
- Продиус Михайло (08.03.1957, с. Бринці на Львівщині — 05.03.2021, м. Київ) — протодиякон Патріаршого Собору Воскресіння Христового УГКЦ[13][14]

## Галерея

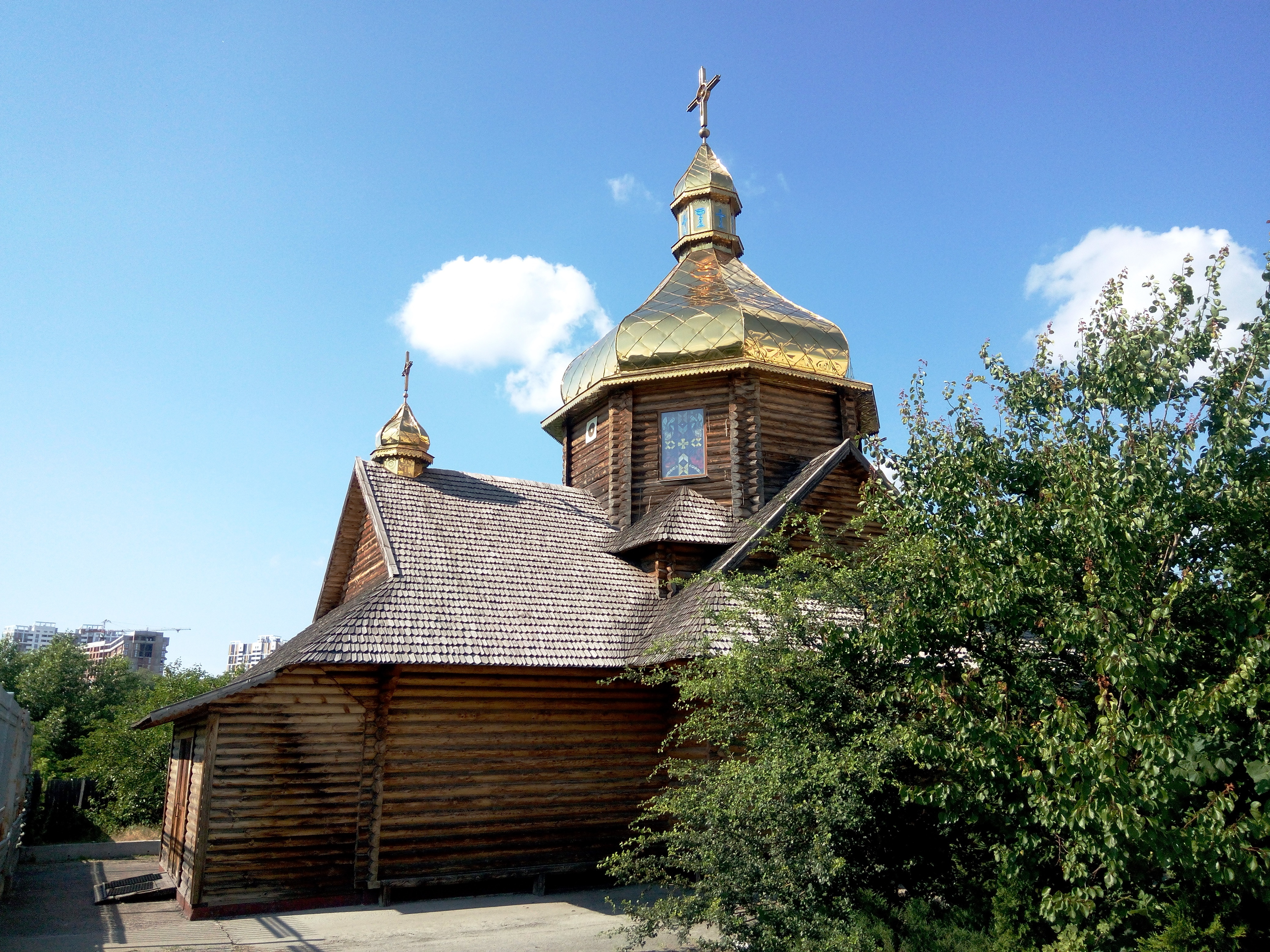
Дерев'яна церква на території собору
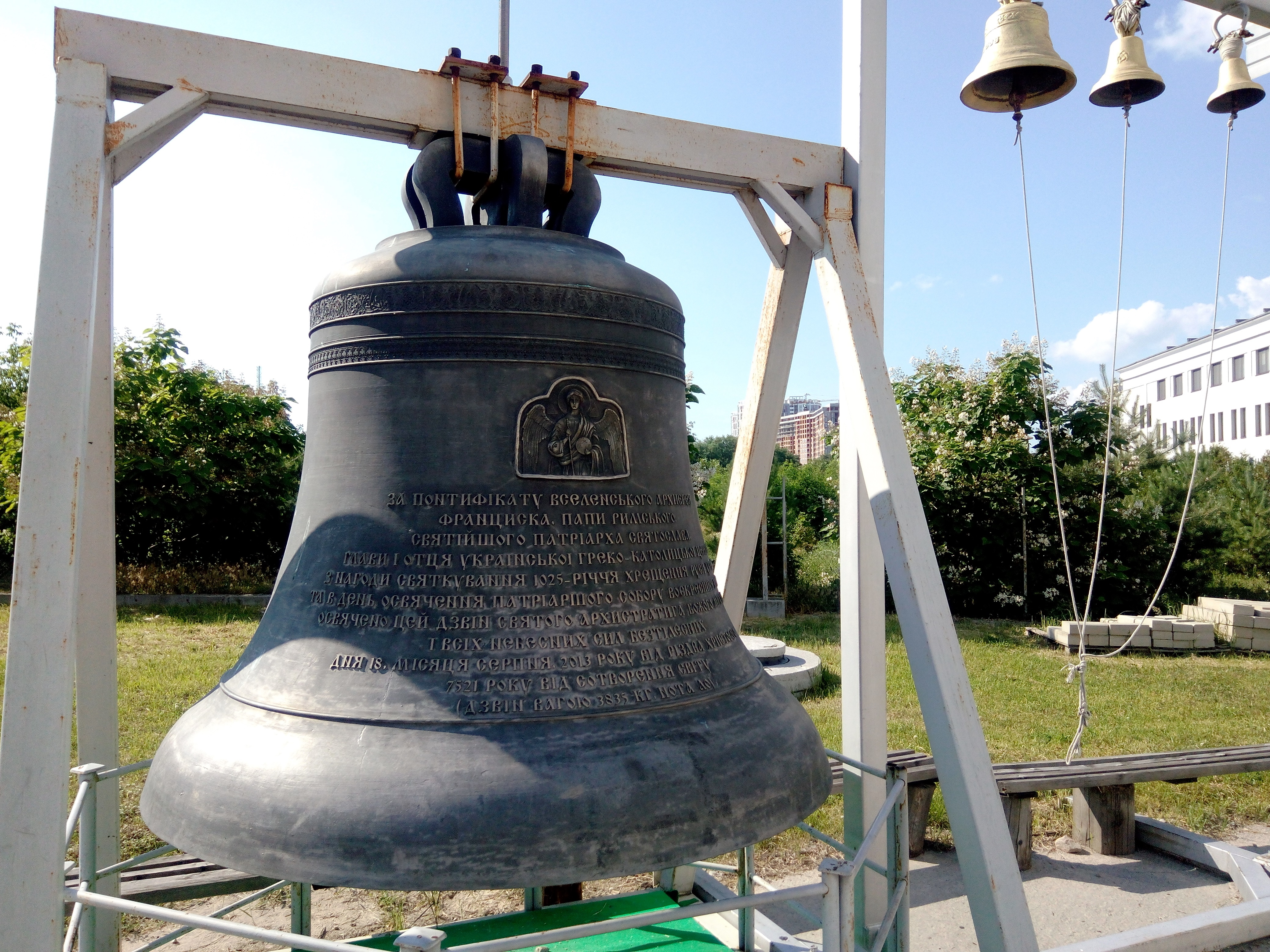
Дзвін
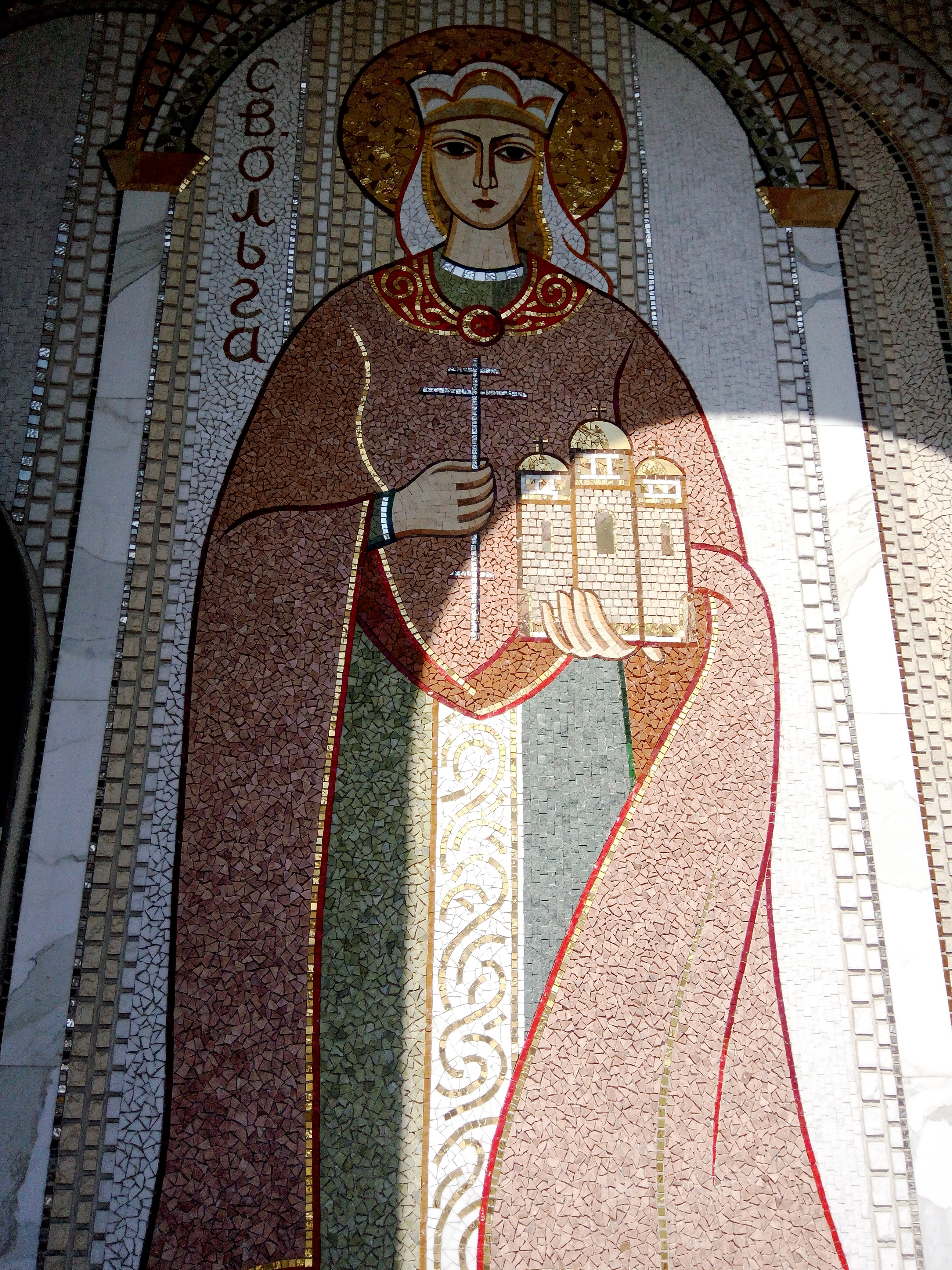
Мозаїка святої рівноапостольної княгині Ольги